# Ortsstraße 21 (Waschenbach)
Das Wohnhaus in der Ortsstraße 21 ist ein Bauwerk in Waschenbach, Hessen.

## Geschichte und Beschreibung
Das zweigeschossige giebelständige Bauernhaus wurde wahrscheinlich gegen Ende des 18. Jahrhunderts erbaut.
Das Fachwerkhaus besitzt ein gleichmäßiges ungestörtes Fachwerkgefüge.
Die alten Sprossenfenster sind nicht erhalten geblieben.

## Denkmalschutz
Aus baukünstlerischen und ortsgeschichtlichen Gründen steht das Fachwerkhaus unter Denkmalschutz.